# Ormosia officiosa
Ormosia officiosa is een tweevleugelige uit de familie steltmuggen (Limoniidae). De soort komt voor in het Palearctisch gebied.